# Galeria Ślad
Galeria Ślad (1978–1987) – autorska galeria sztuki współczesnej w Łodzi, założona przez krytyka sztuki Janusza Zagrodzkiego, z pierwszą siedzibą w Stowarzyszeniu Domu Środowisk Twórczych, a później w mieszkaniu prywatnym, jedno z miejsc tworzących niezależny ruch artystyczny w Polsce.
Galeria była nastawiona na integrację różnych środków wypowiedzi artystycznych. Program przewidywał cykliczne pokazy oraz wydawanie druków zazwyczaj nieopatrzonych komentarzem teoretycznym. Jednym z celów galerii było penetrowanie wszystkiego, co działo się w sztuce światowej i zapraszanie wielkich artystów.

## Galeria Ślad II
W stanie wojennym Galeria przeniosła się do mieszkania prywatnego Janusza Zagrodzkiego, co było zjawiskiem częstym dla tego czasu. Wiele podobnych autorskich miejsc sztuki albo już działało w podobnej formie, albo wraz z nastaniem stanu wojennego dopiero się przeniosły w obszary prywatne.

## Artyści
Adam Adamski, Wojciech Bruszewski, Andrzej Ciesielski, Andrzej Chętko, Witosław Czerwonka, Milan Grygar, Taka Iimura, Andrzej Janaszewski, Elżbieta Kalinowska, Wolf Kahlen, Paweł Kwiek, Natalia LL, Edward Łazikowski, Dora Maurer, Antoni Mikołajczyk, Andrzej Partum, Friedrike Pezold, Józef Piwkowski, Janusz Połom, Józef Robakowski, Andrzej Różycki, Zygmunt Rytka, Jerzy Treliński, Zbigniew Warpechowski, Ryszard Waśko, Krzysztof Zarębski, Zespół T.